# Gnaphosa corticola
Gnaphosa corticola är en spindelart som beskrevs av Simon 1914. Gnaphosa corticola ingår i släktet Gnaphosa och familjen plattbuksspindlar.
Artens utbredningsområde är Frankrike. Inga underarter finns listade i Catalogue of Life.